# Zahid Məmmədov
Zahid Məmmədov (ur. 16 września 1981) – azerski zawodnik taekwondo, brązowy medalista mistrzostw świata, srebrny medalista mistrzostw Europy.
W 2003 roku w Garmisch-Partenkirchen zdobył brązowy medal mistrzostw świata w kategorii do 54 kg. Trzy lata później w Bonn został srebrnym medalistą mistrzostw Europy w tej samej kategorii wagowej. 
W 1998 roku w Stambule zdobył brązowy medal młodzieżowych mistrzostw świata w kategorii do 48 kg.
W 2006 roku zwyciężył w zawodach German Open w Bonn w kategorii do 54 kg, a dwa lata później w Baku był drugi w Azerbayan Open w tej samej kategorii wagowej.